# Tabla balística

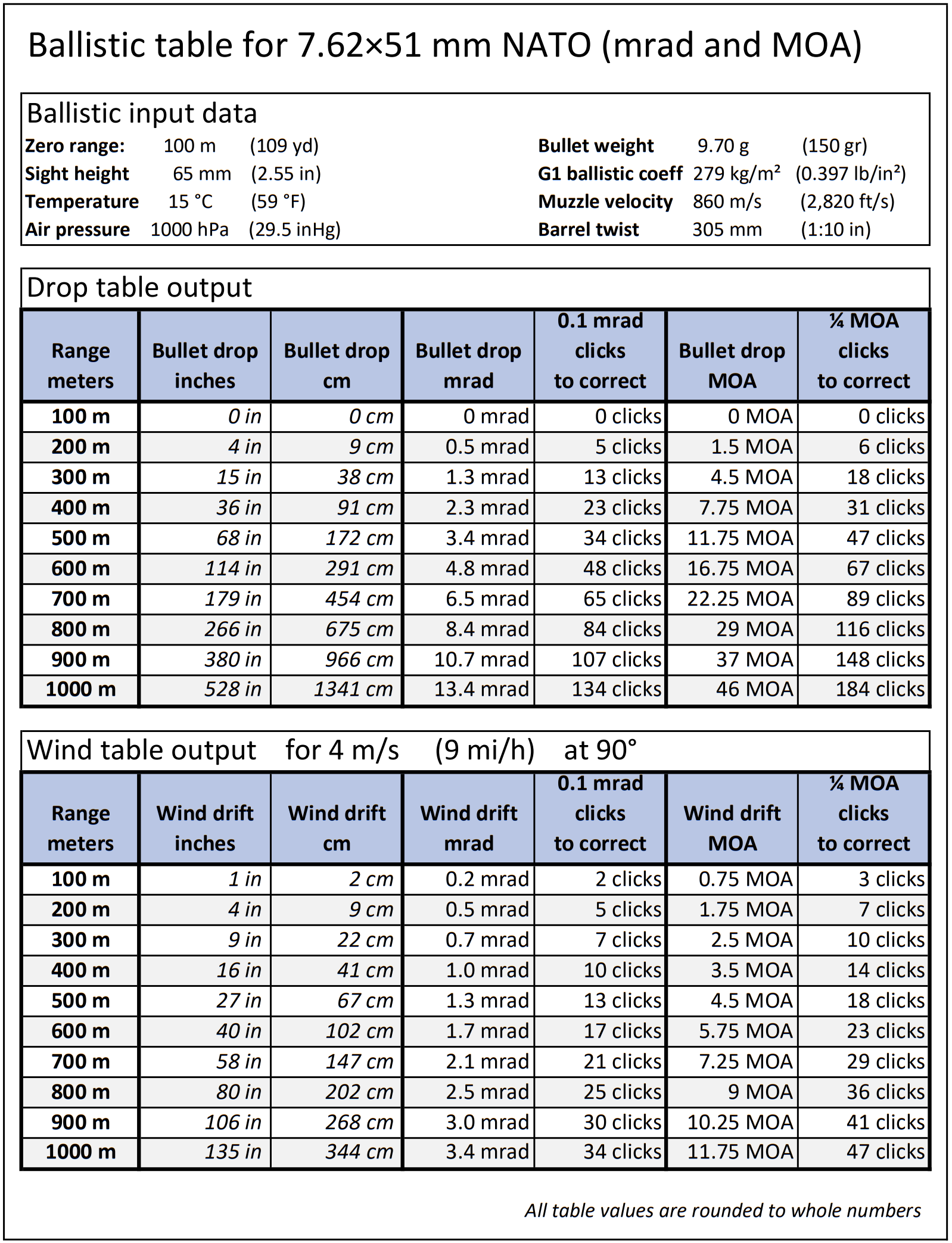
Ejemplo de una tabla balística para una carga 7,62×51 mm OTAN determinada. La caída de la bala y la desviación por el viento se muestran tanto en mrad como en MOA

Una tabla balística o gráfico balístico, también conocido como gráfico de datos de enfrentamientos anteriores (DOPE), es un gráfico de datos de referencia utilizado en el tiro de largo alcance para predecir la trayectoria de un proyectil y compensar los efectos físicos de la gravedad y la deriva del viento, con el fin de aumentar la probabilidad de que el proyectil alcance con éxito el objetivo previsto. Las tablas balísticas se utilizan habitualmente en aplicaciones de tiro al blanco, caza, francotirador y ciencia balística.
Los datos de las tablas balísticas se suelen dar en medidas angulares con unidades en miliradianes (mil/mrad) o minutos de arco (MOA), dispuestas en formato de tabla con las filas que representan diferentes distancias de referencia y las columnas correspondientes a categorías de información (por ejemplo, desviaciones angulares, distancia real de caída/deriva, recuento de «clics» de graduación, etc.) en las que está interesado el tirador. Después de alcanzar el objetivo previsto, el tirador puede leer los datos de la tabla para estimar la corrección balística necesaria (en relación con un alcance a cero) y calibrar el objetivo en consecuencia girando los botón de ajustes en la mira telescópica y/o utilizando las marcas de referencia en el retículo de la mira telescópica.
Las tablas balísticas se generan normalmente utilizando programas informáticos diseñados específicamente basados en funciones matemáticas conocidas como «software balístico», y un dispositivo electrónico que ejecuta software balístico se denomina «calculadora balística» o «ordenador balístico». El número de entradas de la calculadora balística puede variar en ocasiones en función del generador específico, o el usuario puede optar por introducir solo determinadas variables. Por ejemplo, se puede hacer una tabla de caída muy simple usando entradas para el valor de ajuste de la mira (en mil o MOA), el alcance cero, los alcances de los objetivos previstos, la velocidad de salida, el calibre, el coeficiente balístico y el peso de la bala.  Algunos de los efectos ambientales que influyen en el cálculo de la trayectoria son la gravedad, el giro del proyectil, el viento, la temperatura, la presión atmosférica y la humedad. Las tablas más avanzadas pueden tener en cuenta más factores para garantizar una predicción más precisa de la trayectoria, que se ve cada vez más afectada por la gravedad y la deriva del viento en distancias más largas debido al vuelo más prolongado de la bala. Algunas de estas variables pueden tener un efecto insignificante en distancias más cortas.